# 피부 신경분포
피부 신경분포(cutaneous innervation)는 특정 피부 신경이 지배하는 피부 영역을 말한다.

## 같이 보기
- 분절 신경분포
- 상호 신경지배
- 신경해부학에 대한 해부학 용어
- 다리의 피부 신경분포
- 상지